# KF Renova Džepčište
El Klubi Futbollit Renova Džepčište o FK Renova (en macedònic: ФК Ренова) és un club de futbol macedoni de la vila de Džepčište, propera a Tètovo.

## Història
El club va ser fundat el 2003 a partir d'una escola de futbol fundada el 2000. Més tard es van fusionar amb el FK Shkumbini Tetovo i ingressà a la tercera divisió macedònia. En la seva primera temporada assolí l'ascens a segona. La temporada 2004-2005 ascendí a primera. Guanyà la primera lliga macedònia la temporada 2009-10. Dos anys més tard guanyà la seva primera copa derrotant el Rabotnički 3-1 a la final.

## Palmarès
- Lliga macedònia de futbol: 
  - 2009-10

- Copa macedònia de futbol: 
  - 2011-12